# 리차르드 오르티스
리차르드 오르티스 부스토 (스페인어: Richard Ortiz Busto, 1990년 5월 22일 ~ )는 파라과이의 축구 선수로, 포지션은 수비형 미드필더다. 현재 파라과이 프리메라 디비시온의 클루브 올림피아에서 활약하고 있다.